# Oonops erinaceus
Oonops erinaceus är en spindelart som beskrevs av Benoit 1977. Oonops erinaceus ingår i släktet Oonops och familjen dansspindlar. Inga underarter finns listade i Catalogue of Life.